# Nathan Miller (Politiker)
Nathan Miller (* 20. März 1743 in Warren, Colony of Rhode Island and Providence Plantations; † 20. Mai 1790 ebenda) war ein US-amerikanischer Politiker, der als Delegierter aus Rhode Island am Kontinentalkongress teilnahm.
Nathan Miller besuchte als Junge eine Privatschule. Danach schlug er eine berufliche Laufbahn als Kaufmann und im Schiffbau ein. Noch zur britischen Kolonialzeit begann er sich auch politisch zu betätigen: Von 1772 bis 1774 gehörte er als Deputierter der General Assembly, dem Parlament von Rhode Island an. Weitere Amtszeiten folgten dort nach Erlangung der Unabhängigkeit in den Jahren 1780, 1782, 1783 und 1790.
In der Miliz von Rhode Island stieg Miller nach langjährigem Dienst bis zum Brigadegeneral auf, wobei er für das Newport County und das Bristol County die militärische Verantwortung trug. Schließlich wurde er für seinen Staat in den Kontinentalkongress gewählt, der zu dieser Zeit in New York City tagte. Er nahm sein Mandat vom 14. Juli bis zum 3. November 1786 wahr; zwar wurde er wiedergewählt, verzichtete aber auf eine erneute Teilnahme an den Sitzungen des Kongresses. 1790 fungierte Miller als Delegierter zum Verfassungskonvent von Rhode Island; im selben Jahr verstarb er in seiner Geburtsstadt Warren. Er wurde auf dem Kickamuet Cemetery beigesetzt.